# Naso caesius
El Naso caesius es una especie de pez cirujano del género Naso, encuadrado en la familia Acanthuridae. Es un pez marino del orden Perciformes, ampliamente distribuido por aguas tropicales del océano Pacífico oeste y sur-central, pero no se ha reportado en el resto del Triángulo de Coral.
Su nombre más común en inglés es Gray unicornfish, o pez unicornio gris, debido al color base de la especie.
Es común en partes de su rango, siendo recolectado para consumo humano en Guam y Papúa Nueva Guinea.

## Morfología
Tiene el cuerpo en forma oval, comprimido lateralmente. De color gris azulado a gris-marrón, es capaz de exhibir en los lados y la parte superior del cuerpo, un patrón de manchas verticales alargadas, en un tono más oscuro o claro que el color base. Los márgenes operculares y pre-operculares no son marrón oscuro; y el labio inferior no es blanco. La aleta caudal es de color uniforme.
Tiene de 6 a 7 espinas dorsales, de 27 a 30 radios blandos dorsales, 2 espinas anales y de 28 a 31 radios blandos anales. Como todas las especies del género, tiene un par de espinas defensivas a cada lado del pedúnculo caudal.
Puede alcanzar una talla máxima de 45,6 cm.
Es muy similar, y ha sido confundido con N. hexacanthus, del que se diferencia por tener las espinas del pedúnculo caudal más pequeñas, una lengua pálida en lugar de negra; o por tener el vientre gris azulado pálido, en vez de amarillento, o no tener la base de las branquiespinas negruzcas, como el N. hexacanthus.  No obstante, a simple vista, el parecido entre las dos especies es tal que, el reputado ictiólogo del Bishop Museum de Honolulu, John E. Randall, y su colega Lori J. Bell, de la Coral Reef Research Foundation, de Chuuk, descubrieron la nueva especie cuando, en 1982, buceaban en el East Channel del atolón Enewetak, en las islas Marshall. Y, observando una agregación de desove de N. hexacanthus, advirtieron que los machos desplegaban dos diferentes coloraciones, con independencia de las exhibidas en el cortejo. La coloración de la zona ventral y las manchas desplegadas por parte de ellos, provocaron la investigación que dio lugar a la descripción de N. caesius como nueva especie del género.

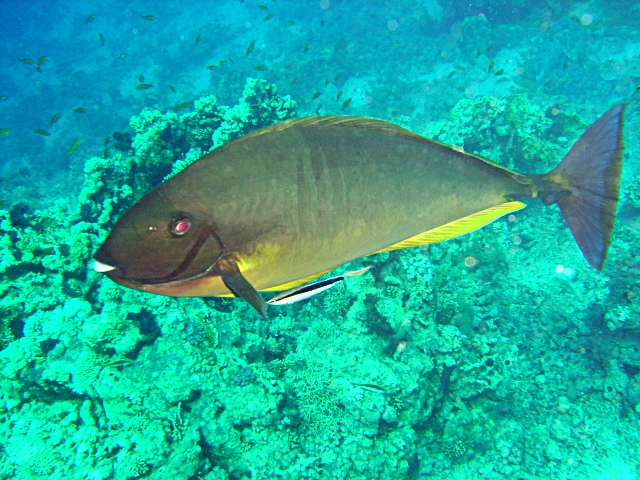
Naso hexacanthus

## Hábitat y modo de vida
Especie bento-pelágica, habita sobre corales y rocas. Prefiere condiciones oceánicas, con aguas claras sobre simas y arrecifes exteriores. Ocurre solitario y en agregaciones, en lagunas, arrecifes y canales exteriores. Normalmente se le ve en cardúmenes, y frecuentemente mezclados con Naso hexacanthus.
Su rango de profundidad oscila entre 15 y 50 m.

## Distribución
Se distribuye desde el extremo este del océano Índico hasta Hawái. Es especie nativa de Australia, Cocos, islas Cook, Fiyi, Guam, Hawái, Kiribati, islas Marianas del Norte, islas Marshall, Micronesia, Nauru, isla Navidad, Niue, Nueva Caledonia, Palaos, Pitcairn, Polinesia, Samoa, Tokelau, Tonga, Tuvalu, Vanuatu y Wallis y Futuna.

## Alimentación
Se alimentan principalmente de zooplancton.

## Reproducción
El dimorfismo sexual es evidente en los machos adultos, por sus mayores cuchillas defensivas. Son dioicos, de fertilización externa y desovadores pelágicos, en parejas y grandes agregaciones de varios cientos de individuos. Desovan por la mañana temprano y al atardecer, durante el primer y tercer cuarto de la fase lunar. No cuidan a sus crías.